# Desenzano del Garda
Desenzano del Garda é uma comuna italiana da região da Lombardia, província de Bréscia, com cerca de 23.662 habitantes. Estende-se por uma área de 60 km², tendo uma densidade populacional de 394 hab/km². Faz fronteira com Lonato, Padenghe sul Garda, Peschiera del Garda (VR), Pozzolengo, Sirmione.

## Demografia
| Variação demográfica do município entre 1861 e 2011                               |
|                                                                                   |
| Fonte: Istituto Nazionale di Statistica (ISTAT) - Elaboração gráfica da Wikipedia |